# Bielice (powiat drawski)
Bielice (niem. Neuhagen) – osada w Polsce położona w województwie zachodniopomorskim, w powiecie drawskim, w gminie Czaplinek.
W latach 1975–1998 miejscowość administracyjnie należała do województwa koszalińskiego.